# Lankabolus coelebs
Lankabolus coelebs är en mångfotingart som beskrevs av Carl 1941. Lankabolus coelebs ingår i släktet Lankabolus och familjen Trigoniulidae. Inga underarter finns listade i Catalogue of Life.